# Jane Got a Gun
Pour plus de détails, voir Fiche technique et Distribution.
Jane Got a Gun ou Armée et dangereuse au Québec est un western américano-britannique réalisé par Gavin O'Connor et sorti en 2015.

## Synopsis
Après avoir recueilli son mari criblé de balles, Jane appelle à la rescousse son ancien amant Dan pour défendre son ranch contre des hors-la-loi.

## Fiche technique
Sauf indication contraire, les informations mentionnées dans cette section peuvent être confirmées par les bases de données cinématographiques IMDb et Allociné,  présentes dans la section « Liens externes ».
- Titre original et français : Jane Got a Gun
- Titre québécois : Armée et dangereuse
- Réalisation : Gavin O'Connor
- Scénario : Brian Duffield
- Musique : Marcello De Francisci et Lisa Gerrard
- Direction artistique : Tim Grimes
- Décors : James F. Oberlander
- Costumes : Catherine George
- Photographie : Mandy Walker
- Montage : John Wilson
- Production : Chris Coen, Terry Dougas, Aleen Keshishian, Peter Nathanial, Natalie Portman et Scott Steindorff
- Sociétés de production : 1821 Pictures, Boies/Schiller Film Group, Handsomecharlie Films, Scott Pictures et Unanimous Pictures
- Sociétés de distribution : Mars Distribution (France), Lionsgate Films (Royaume-Uni), The Weinstein Company (États-Unis)
- Budget : N/A
- Pays de production :  États-Unis,  Royaume-Uni
- Langue originale : anglais
- Format : couleur
- Genre : western , drame, action
- Durée : 97 minutes
- Dates de sortie[1] :
  - Allemagne : 31 décembre 2015
  - États-Unis : 29 janvier 2016
  - France : 27 janvier 2016
  - Royaume-Uni : 22 avril 2016

## Distribution
- Natalie Portman (VF : Sylvie Jacob) : Jane Hammond
- Joel Edgerton (VF : Adrien Antoine) : Dan Frost
- Noah Emmerich (VF : Patrick Béthune) : Bill Hammond
- Ewan McGregor (VF : Bruno Choël) : John Bishop
- Rodrigo Santoro (VF : Fabrice Josso) : Fitchum
- Boyd Holbrook (VF : Fabrice Trojani) : Vic
- River Shields : le Kid
- Kristen Rakes : l'épouse de Dan
- Jacob Browne : Montgomery
- Sachie Capitani : Kate Hammond
- James Burnett : Cunny Charlie
- Asher Corbin : le fils de Dan

 Source et légende : version française (VF) sur RS Doublage

## Production

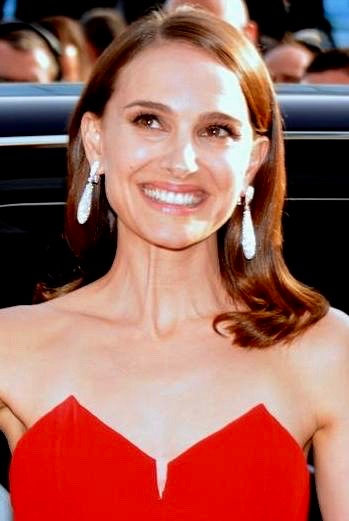
L'actrice principale Natalie Portman au Festival de Cannes 2015.

### Développement
Le projet est à l'origine développé avec la réalisatrice Lynne Ramsay. Mais cette dernière abandonne le projet un jour avant le début du tournage, le 18 mars 2013. Dès le lendemain, Gavin O'Connor est engagé pour la remplacer. Le directeur de la photographie Darius Khondji se retire aussi du projet au départ de la réalisatrice, et c'est Mandy Walker qui en hérite.

### Attribution des rôles
Michael Fassbender était prévu pour le rôle de Dan Frost. Il est finalement remplacé courant mars 2013, quelques jours avant le début du tournage, par Jude Law, en raison du tournage de X-Men: Days of Future Past. Cependant, Jude Law intervertit son rôle avec celui de Joel Edgerton, qui devait initialement jouer John Bishop. À la suite du départ de la réalisatrice, Jude Law quitte le projet à son tour. Alors que Tobey Maguire, Jake Gyllenhaal ou Jeff Bridges sont annoncés pour le remplacer, Bradley Cooper hérite du rôle laissé vacant par Jude Law. Le 2 mai 2013, on apprend finalement que Bradley Cooper ne jouera pas dans le film, et qu'Ewan McGregor assurera le rôle.

### Tournage
Le tournage devait initialement débuter le 18 mars 2013, mais il est reporté à la suite du départ de la réalisatrice Lynne Ramsay. Il a lieu dans l’État américain du Nouveau-Mexique.

## Autour du film
Le titre du film, Jane Got a Gun, est un clin d’œil au film de Dalton Trumbo Johnny s'en va-t-en guerre (Johnny Got His Gun en version originale), sorti en 1971.
Le film réunit trois acteurs ayant joué dans la prélogie de Star Wars : Natalie Portman dans le rôle de Padmé Amidala, Ewan McGregor dans celui d'Obi-Wan Kenobi et Joel Edgerton dans celui d'Owen Lars.